# Liste der Monuments historiques in Longchamps-sur-Aire
Die Liste der Monuments historiques in Longchamps-sur-Aire führt die Monuments historiques in der französischen Gemeinde Longchamps-sur-Aire auf.

## Liste der Objekte
| Bezeichnung                                             | Beschreibung | Standort                       | Kennzeichnung | Schutzstatus | Datum | Bild |
| ------------------------------------------------------- | --- | ------------------------------ | ------------- | ------------ | ----- | ---- |
| Skulpturengruppe Der heilige Martin teilt seinen Mantel | Kalkstein, 16. Jahrhundert | in der Kirche St-Martin (Lage) | PM55000349    | Classé       | 1988  |      |
| Kruzifix                                                | Holz, farbig gefasst, 16. oder 17. Jahrhundert                                                                                    | in der Kirche St-Martin (Lage) | PM55001002    | Classé       | 1994  |      |
| Skulptur Madonna mit Kind                               | Stein, 17. Jahrhundert | in der Kirche St-Martin (Lage) | PM55000346    | Classé       | 1937  |      |
| Beichtstuhl                                             | Eichenholz, bemalt, 18. Jahrhundert                                                                                               | in der Kirche St-Martin (Lage) | PM55001003    | Classé       | 1994  |      |
| Marien- und Nikolausaltar                               | jeweils Altartisch, Retabel und Gemälde; Marmor sowie Ölfarbe auf Leinwand, 1790                                                  | in der Kirche St-Martin (Lage) | PM55000348    | Classé       | 1988  |      |
| Kelch                                                   | Silber, 1770er Jahre | in der Kirche St-Martin (Lage) | PM55001005    | Classé       | 1994  |      |
| Wandvertäfelung des Chorraums                           | Holz, zweite Hälfte des 18. Jahrhunderts                                                                                          | in der Kirche St-Martin (Lage) | PM55000350    | Classé       | 1988  |      |
| Glocke                                                  | Bronze, 1554 gegossen | in der Kirche St-Martin (Lage) | PM55000351    | Classé       | 1989  |      |
| Grabdenkmal für Claude de Lescale und Louise Maillet    | unter dem Hauptaltar; Kalkstein, farbig gefasst, nach 1574                                                                        | in der Kirche St-Martin (Lage) | PM55001004    | Classé       | 1994  |      |
| Monstranz                                               | Silber, vergoldet, zwischen 1819 und 1838, von Jean-François Burel; im Centre départemental d’art sacré in Saint-Mihiel deponiert | in der Kirche St-Martin (Lage) | PM55002012    | Inscrit      | 1992  |      |
| Prozessionskreuz                                        | Silber, Holz, Mitte des 16. Jahrhunderts                                                                                          | in der Kirche St-Martin (Lage) | PM55000347    | Classé       | 1939  |      |